# یازدهمین دوره جشنواره بین‌المللی فیلم فجر
یازدهمین دورهٔ جشنواره فیلم فجر در بهمن ۱۳۷۱ در تهران برگزار شد
در این دوره از جشنواره فیلم فجر افراد سرشناسی همچون مرتضی آوینی سردبیر مجله سوره و کارگردان و مستندساز حوزه هنری و عزت‌الله انتظامی بازیگر سینما و تلویزیون به عنوان داور حضور داشتند. حضور عزت‌الله انتظامی به عنوان داور در این دوره از جشنواره فیلم فجر برای اولین بار داوری یک بازیگر در این جشنواره را رقم زد و تا پیش از این هیچ هنرپیشه ای در سمت داوری در این جشنواره حضور نداشته‌است. مرتضی آوینی نیز مدتی پس از این اتفاق بر اثر انفجار مین در فکه کشته شد.

## برگزیدگان
- جایزه ویژه هیئت داوران: کیومرث پوراحمد (شرم، صبح روز بعد)

### سیمرغ بلورین
| سیمرغ بلورین بهترین فیلم | سیمرغ بلورین بهترین کارگردانی |
| --- | --- |
| - از کرخه تا راین – ابراهیم حاتمی کیا و سینا فیلم - سایه‌های هجوم – خانه ادبیات و هنر کودکان و شبکه دو صدا و سیما - سارا – داریوش مهرجویی و هاشم سیقی - یکبار برای همیشه – مجید مدرسی - شرم - کیومرث پوراحمد | - سیروس الوند – یکبار برای همیشه - کیومرث پوراحمد - شرم (جایزه ویژه هیئت داوران) - محسن مخملباف – هنرپیشه - داریوش مهرجویی – سارا - ابراهیم حاتمی کیا - از کرخه تا راین |
| سیمرغ بلورین بهترین بازیگر نقش اول مرد | سیمرغ بلورین بهترین بازیگر نقش اول زن |
| - فرامرز قریبیان – بندر مه آلود - اکبر عبدی – هنرپیشه - مجید مظفری – سایه‌های هجوم - خسرو شکیبایی – یکبار برای همیشه - فرامرز قریبیان - ردپای گرگ                                                            | - فاطمه معتمدآریا – یکبار برای همیشه - هما روستا – از کرخه تا راین - نیکی کریمی – سارا - فاطمه معتمدآریا – هنرپیشه - سیما تیرانداز – سایه‌های هجوم |
| بهترین بازیگر نقش دوم مرد | بهترین بازیگر نقش دوم زن |
| - جهانبخش سلطانی – شرم - حسین پناهی – مهاجران - هادی اسلامی – طعمه - صادق صفایی - از کرخه تا راین - حسن رضایی – آبادانی‌ها                                                                                   | - یاسمین ملک نصر – سارا - حمیده خیرآبادی – یک مرد یک خرس - محبوبه بیات - بندر مه آلود - پروین دخت یزدانیان - شرم و صبح روز بعد |
| سیمرغ بلورین بهترین فیلمنامه | سیمرغ بلورین بهترین موسیقی متن |
| - سارا – داریوش مهرجویی - از کرخه تا راین – ابراهیم حاتمی کیا - سایه‌های هجوم – احمد امینی - پرواز را به خاطر بسپار – ناصر طهماسب - یکبار برای همیشه - سیروس الوند                                           | - کیوان جهانشاهی - سایه‌های هجوم - مجید انتظامی - از کرخه تا راین و سمفونی صحرا - محمدرضا علیقلی - بر بال فرشتگان - محمدرضا علیقلی - راز چشمه سرخ |
| بهترین صداگذاری | بهترین صدابرداری |
| - بر بال فرشتگان – محسن روشن - راز خنجر – محسن روشن - پرواز را به خاطر بسپار – مهدی دژبدی - بندر مه آلود – روبیک منصوری - یکبار برای همیشه - احمد کلانتری                                                   | - هنرپیشه – جهانگیر میرشکاری و ساسان باقرپور - از کرخه تا راین – محمود سماک‌باشی و یدالله نجفی - سایه‌های هجوم – بهروز معاونیان، بهروز عابدینی و اصغر شاهوردی - آبادانی‌ها – جهانگیر میرشکاری - ردپای گرگ – محمود سماک‌باشی و یدالله نجفی                                                                                            |
| بهترین طراحی صحنه و لباس | سیمرغ بلورین بهترین فیلم‌برداری |
| - هنرپیشه – رضا علاقه‌مند و سعید مترصد - راز خنجر – مجید میرفخرایی - پرواز را به خاطر بسپار – زهرا رخشانی - بندر مه آلود – فرامرز بادرامپور - بر بال فرشتگان – محمدحسین لطیفی                                | - پرواز را به خاطر بسپار – رضا رضی - مهاجران – نعمت حقیقی - رد پای گرگ - محمود کلاری - سایه‌های هجوم - بهرام بدخشانی - راز چشمه سرخ - حسن قلی‌زاده |
| بهترین چهره‌پردازی | سیمرغ بلورین بهترین جلوه‌های ویژه |
| - از کرخه تا راین – مسعود ولدبیگی - هنرپیشه و راز خنجر – عبدالله اسکندری - بندر مه آلود و راز گل سرخ – جلال معیریان                                                                                         | - بر بال فرشتگان – رضا رستگار و مصطفی رستگاری - از کرخه تا راین – رضا رستگار و ولفگانگ یاگر - راز چشمه سرخ - نادر میرکیانی |
| سیمرغ بلورین بهترین تدوین | دیپلم افتخار |
| - ردپای گرگ – مهدی رجاییان - سایه‌های هجوم – بهرام دهقان - پرواز را به خاطر بسپار – روح‌الله امامی - بندر مه آلود – حسن حسندوست - بر بال فرشتگان – مهرزاد مینویی                                              | - مجید انتظامی (از کرخه تا راین، سمفونی صحرا) بهترین موسیقی متن - صادق صفایی (از کرخه تا راین) بهترین بازیگر نقش دوم مرد - پروین دخت یزدانیان (شرم، صبح روز بعد) نقش دوم زن - نیاز طارمی (مریم و میتیل) بهترین بازیگر نوجوان - مهدی باقربیگی (صبح روز بعد) بهترین بازیگر نوجوان - بهرام بدخشانی (سایه‌های هجوم) بهترین فیلمبرداری |